# 伝承園
伝承園（でんしょうえん）は岩手県遠野市にある遠野市立の野外博物館。
柳田國男著「遠野物語」で有名になった遠野地方の民俗の伝承を目的として、1984年6月に開館した。指定管理者として株式会社遠野ふるさと商社が管理・運営している（2020年6月30日までは、社団法人遠野ふるさと公社が指定管理者）。2024年4月13日にリニューアルオープンした

## 施設
- 旧菊池家住宅（菊池家曲り家）
- 佐々木喜善記念館
- 御蚕神堂 - 養蚕の神「オシラサマ」1000体を安置する
- 染工房
- 工芸館
- 板倉
- お食事処（食堂）
- 売店

## 旧菊池家住宅
旧菊池家住宅は18世紀中頃までに遠野市小友町13地割に建てられた菊池氏の所有した曲り家で、1976年（昭和51年）2月3日に「旧菊池家住宅 (旧所在 岩手県遠野市小友町)」として国の重要文化財となった。建物は1977年（昭和52年）に遠野市が公有化し、1978年（昭和53年）に伝承園内に移築された。

## 利用情報
- 開園時間 - 9時～17時00分[3]（入園受付は16時30分まで） 
  - 食堂 - 11時～15時30分[3]

## 施設ギャラリー

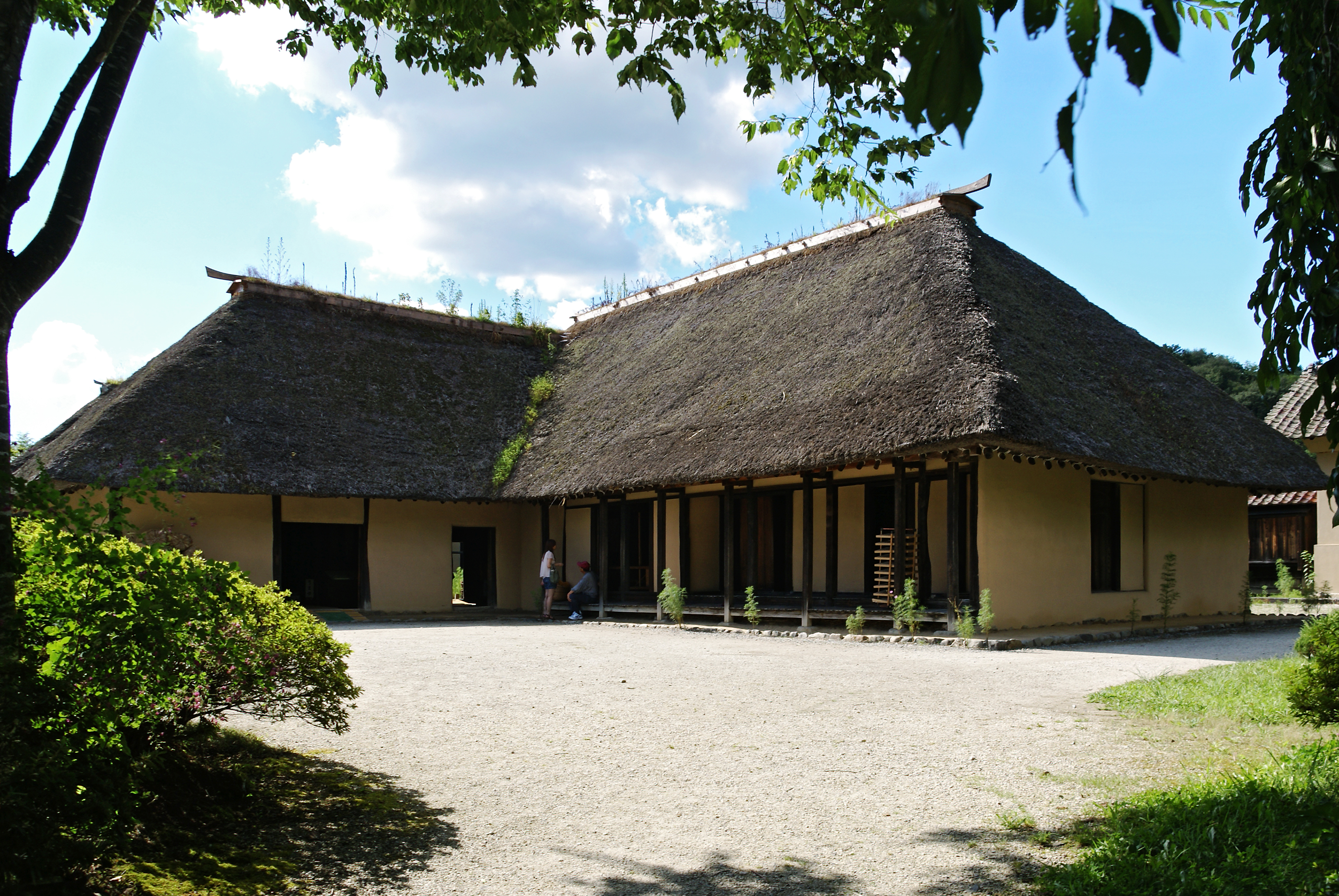
旧菊池家住宅
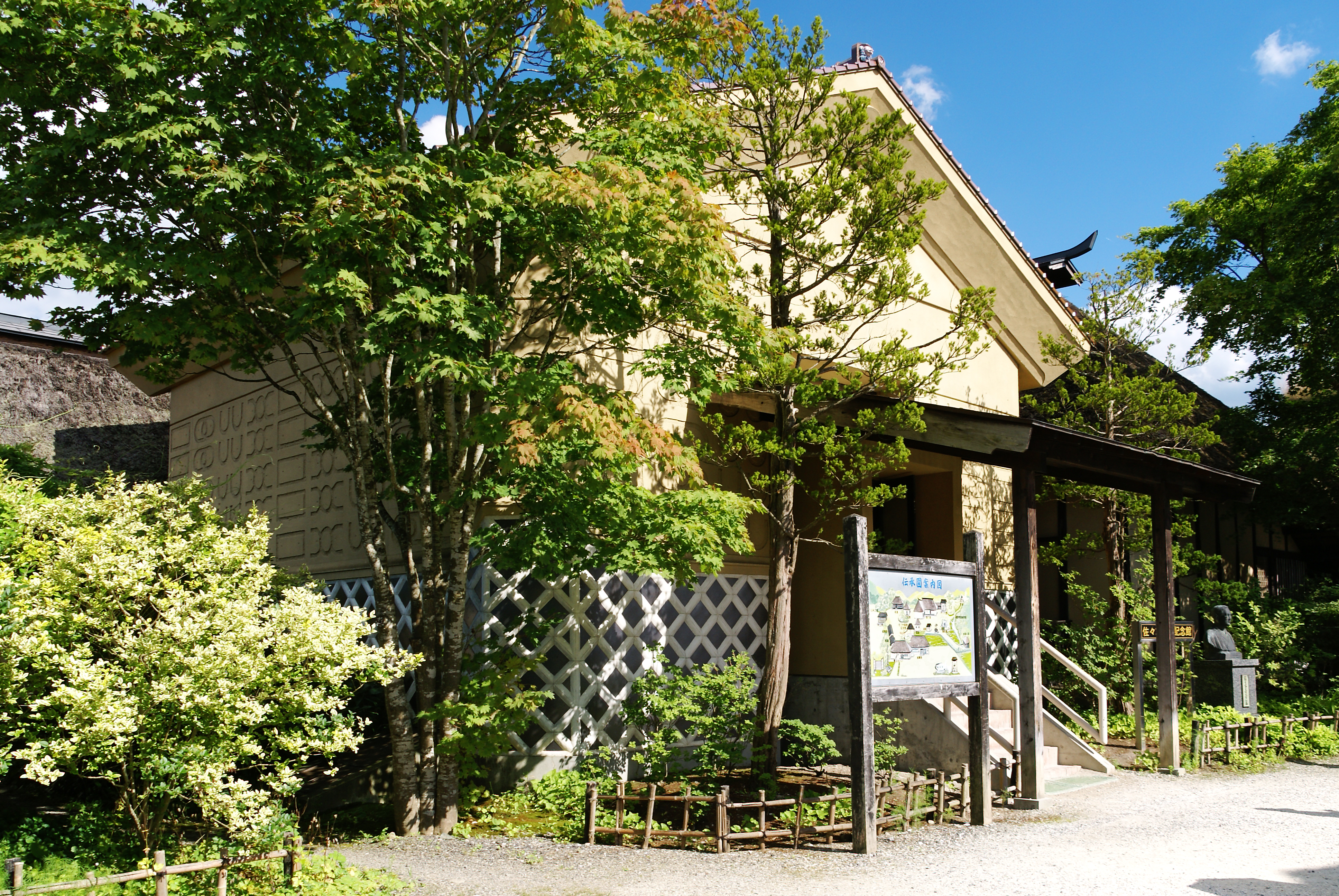
佐々木喜善記念館
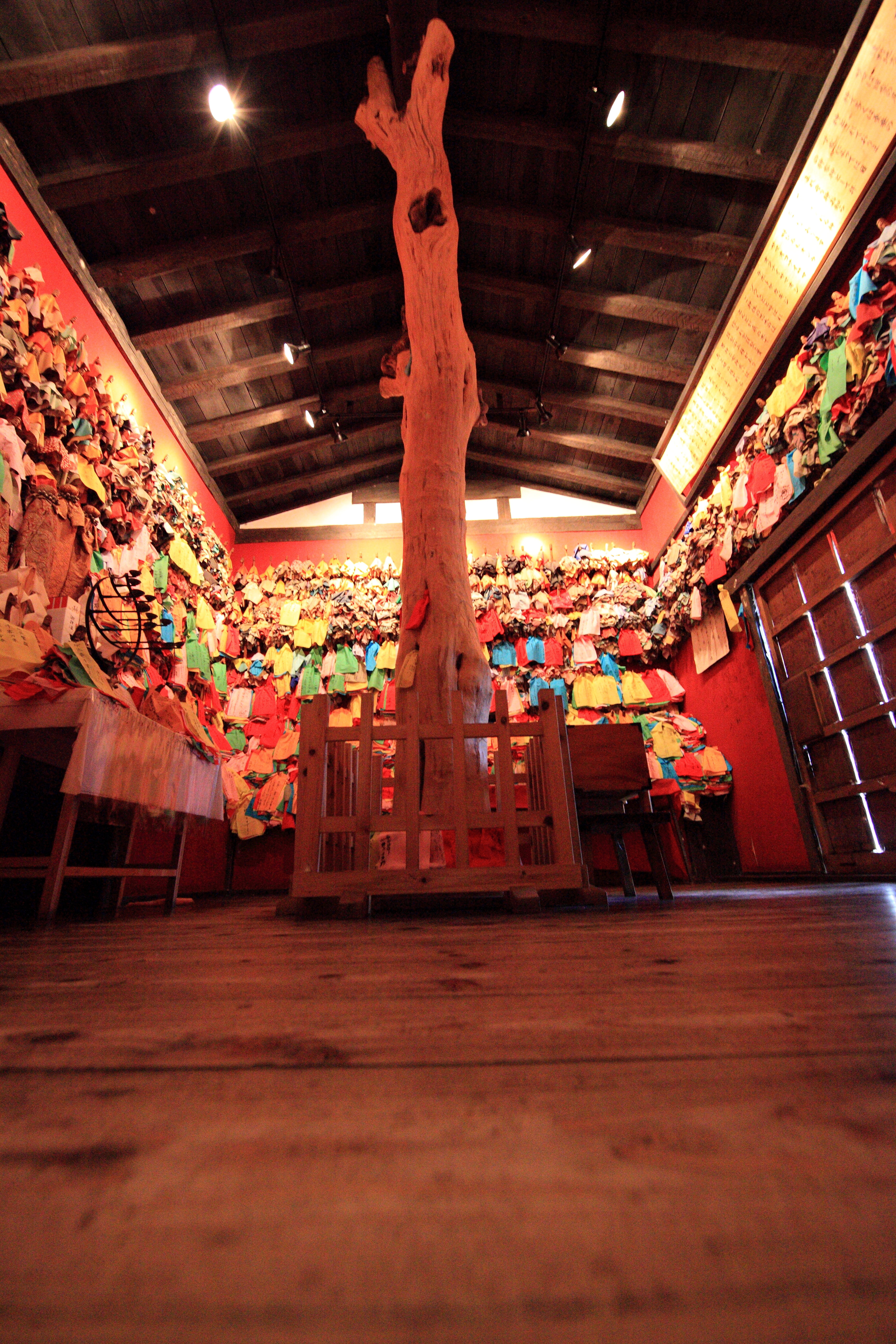
オシラサマ

## 周辺情報
- カッパ淵
- 常堅寺